# 西村緋祿司
西村 緋祿司（にしむら ひろし、1945年1月1日 - ）は、日本の映像作家、アニメーター。福岡県福岡市博多区出身。
アニメ制作集団G9+1のメンバー。時代小説専門の挿絵画家（西村緋祿史）。

## 略歴
- 1963年（昭和38年） - 高校卒業後、手塚治虫の主催する、旧虫プロへ第1期生として入社。
- 1968年（昭和43年） - フリーとなる。
- 1978年（昭和53年） - 手塚プロと契約、手塚アニメ復活の中心スタッフの1人。
- 1986年（昭和61年） - 自主制作会社ミルキーウエイ設立。
- 1988年（昭和63年） - NHK依頼の作品（みんなのうた）を多数手掛けるようになる。
- 2002年（平成14年） - フリー、現在に至る。

## 作品一覧

### 虫プロ時代
- 『鉄腕アトム』
- 『ジャングル大帝』
- 『新宝島』
- 『リボンの騎士』

### 手塚プロ時代
- 『100万年地球の旅 バンダーブック』（動画監督）
- 『海底超特急マリンエクスプレス』（作画監督）
- 『フウムーン』（作画監督）
- 『大自然の魔獣バギ』（キャラクターデザイン・原画）
- 『火の鳥2772 愛のコスモゾーン』（原画[1]）
- 『おんぼろフィルム』（原画）
- 『緑の猫』（演出・作画監督）
- 『るんは風の中』（演出・作画監督）
- 『新鉄腕アトム』（絵コンテ・キャラデザイン・作画監督）

### ミルキーウエイ時代
- 『カミナリ坊やピカッ太君の交通安全』（文部省選定）
- 『カミナリ坊やピカッ太君の自転車教室』（文部省選定）
- 『過失』（第7回五日市映画祭（観客審査員賞・観光協会賞）

### NHK

#### みんなのうた
- ◆は、5分間1曲枠の楽曲（ロングのうた）。
- 1.ジャブジャブ音頭 / ひばり児童合唱団（1989年8月・9月放送）
- 2.一円玉の旅がらす / 晴山さおり（1990年2月・3月放送）
- 3.出世音頭だよ! / 晴山さおり（1991年2月・3月放送）
- 4.なっとうダ! / 松居直美（1992年2月・3月放送）
- 5.はみがき音頭 / TARAKO（1992年8月・9月放送）
- 6.かにさん かにさん / 川谷拓三（1994年2月・3月放送）
- 7.てるてる坊主はオサムライ / 小沢亜貴子（1994年6月・7月放送）
- 8.夜汽車よ急げ / 弦哲也（1994年12月・1995年1月放送）
- 9.元気のでる歌 / ボニージャックス（1995年8月・9月放送）
- 10.ハンバーグの作り方 / ポークソテーズ（1996年2月・3月放送）
- 11.わっしょいニッポン / 山崎ハコ（1997年4月・5月放送）
- 12.こころはハレルヤ / かぼちゃ商会（1998年6月・7月放送）
- 13.クリスマスが過ぎても / クリスティ&クリントン（1998年12月・1999年1月放送）
- 14.おとうさん / 林あさ美（1999年12月・2000年1月放送）
- 15.ラーメンどんぶり流れ唄 / 湯原昌幸&城之内早苗（2000年12月・2001年1月放送）
- 16.おいらに惚れちゃ怪我するぜ! / えなりかずき（2001年10月・11月放送）
- 17.ワン・ニャン物語 / キンキン・ケロンパ（2002年12月・2003年1月放送）
- 18.光のゲンちゃん / SHOWTA.（2008年4月・5月放送）
- 19.お月様と影ぼうし / 倍賞千恵子（2014年8月・9月放送）

#### 母と子のテレビ絵本
- ブラームスの子守唄

#### スクスク赤ちゃん
- どうやるの?

### 著書
- 『有徳王と覚徳比丘 仏教おもしろ説話3』 （1991年、第三文明社、ISBN 978-4476081138 ）

共著
- 作:上原明『土佐の快男児坂本龍馬』（1976年、旺文社） 西村ひろし 名義
- シナリオ:加藤由子、動物解説:石井信夫、原作:アーネスト・トンプソン・シートン『コミック版・シートン動物記 7』（1990年、ホーム社、ISBN 4834270076 ）
- G9+1『世界に発信!クリエーターのアニメ術』（キネマ旬報社）

#### 表紙画・挿画
西村緋祿司
- 上園賢一『はじめての冒険 : ピアノ小曲集 = The first adventure : easy piano pieces』（1992年、全音楽譜出版社、ISBN 4111783716 ）
- 菊地ただし『妖怪ポッコちゃん』（1995年、草土文化、ISBN 4794506554 ）
- 花木聡『それゆけネッピー! プロ野球マスコットにかけたゆめ』（1997年、くもん出版、ISBN 978-4774301402 ）
- 武上純希『中国の歴史〈1〉戦国の兵法家 孫子と戦国時代』 （1986年、中央公論社、ISBN 978-4124025583 ）
- 武上純希『中国の歴史〈9〉大草原からの風 チンギス・ハンの世界帝国』 （1987年、中央公論社、ISBN 978-4124025668 ）
- 武上純希『アメリカの歴史 (3) 一かく千金の夢 ゴールドラッシュ』 （1988年、中央公論社、ISBN 978-4124026832 ）
- 武上純希『アメリカの歴史 (7) 平和の使者 ウィルソンと国際連盟』 （1988年、中央公論社、ISBN 978-4124026870 ）
- 武上純希『アメリカの歴史 (11) 世界の大国へ 第二次世界大戦の勝利』 （1988年、中央公論社、ISBN 4124026919 ）
- 武鹿悦子『小学館の保育絵本 42 「かさじぞう」』（1991年、小学館）
- 花散里『光のゲンちゃん』（2008年、日本放送出版協会、ISBN 978-4140361030 ）

西村緋祿史
- 新宮正春『巌流 : 小次郎剣鬼伝』（2000年、祥伝社文庫）
- 見延典子『頼山陽』上下巻（2007年、徳間書店）

### G9+1
- 『TOKYOファンタジア』（東京国際アニメフェア「東京アニメアワード2010」公募作品グランプリ）
- 『十人十色のアニメーション』
- 『穴-The Ten Hole Stories-』
- 『Tokyo SOS』
- 『Tokyo 未完成』
- 『G9+1のナントカ天国』